# Staatliches Folklore Ensemble der DDR

Logo des Staatlichen Folklore Ensembles der DDR

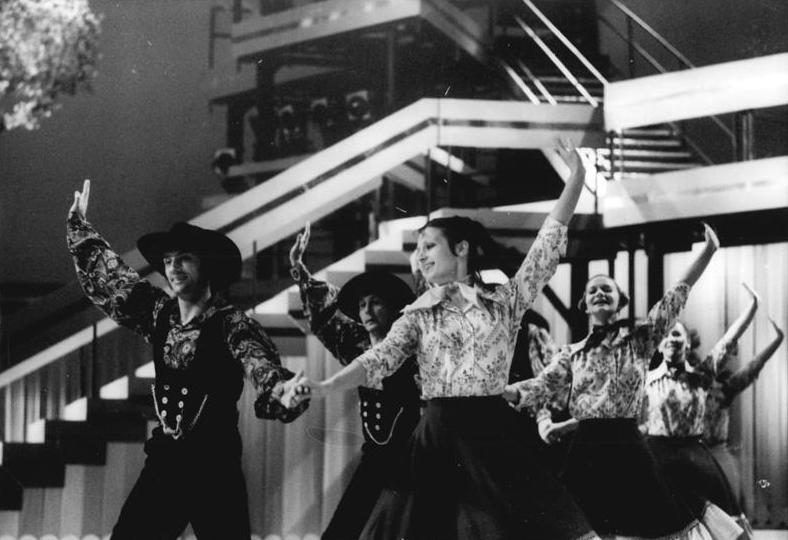
Generalprobe einer Tanzdarbietung des Ensembles zur Eröffnung des Palastes der Republik (1976)

Das Staatliche Folklore Ensemble der DDR, bis 1972 Staatliches Dorfensemble der DDR, war eine kulturelle Einrichtung in der DDR. Es war dem Ministerium für Kultur nachgeordnet.

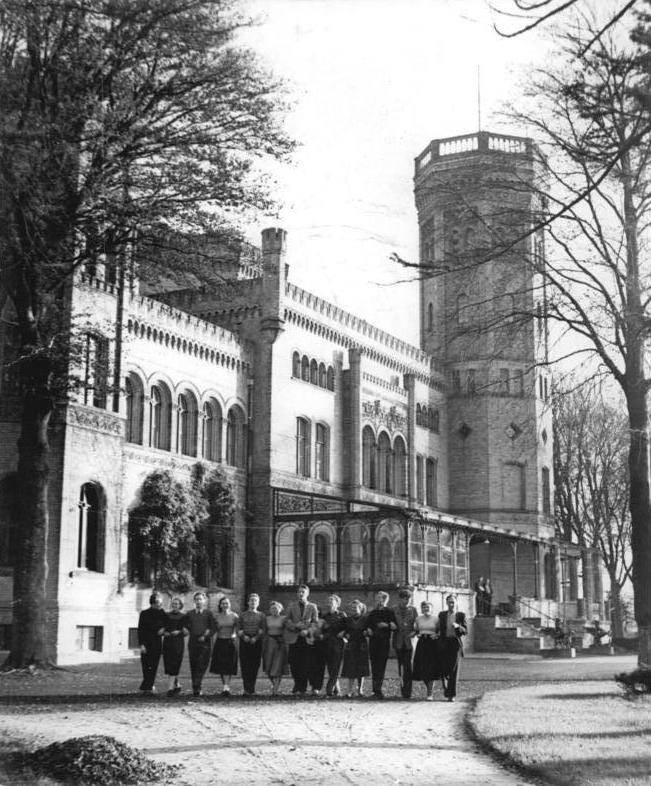
Mitglieder des Folklore-Ensembles vor dem Neetzower Schloss

Es hatte seinen Sitz von 1952 bis 1964 in Neetzow im damaligen Kreis Anklam (heute Landkreis Vorpommern-Greifswald). Von 1964 bis 1991 war es dann in Neustrelitz (heute Landkreis Mecklenburgische Seenplatte) angesiedelt.

## Geschichte
1952 begann die Einrichtung des Schlosses Neetzow für die Ausbildung, Probenarbeit und Unterbringung des zu bildenden Volkskunstensembles. Entsprechende Talente für die einzelnen Sparten, wie Volkstanz, Gesang und Rezitation, aber auch deren Ausbilder und Lehrer mussten gesucht und ausgebildet werden. Es mussten Programme entwickelt werden, Kostüme und Ausrüstungen gesucht und hergestellt werden. 1954 konnte es dann schließlich als „Staatliches Dorfensemble der DDR“ offiziell gegründet werden.
Hauptbestandteil des Ensembles war das Folklore-Ballett mit 12 Tanzpaaren. Dazu gehörten ein 32-köpfiger Chor und eine Musikkapelle mit 12 Bläsern. Leiterin des Balletts war bis 1987 Rosemarie Ehm-Schulz (Nationalpreisträgerin), der 1988 Cornelia Nenz folgte. Intendant des gesamten Ensembles war Heinz-Andreas Ehm.
Das Ensemble hatte Auftritte in allen Bezirken der DDR, aber auch über 50 Auftritte in 30 weiteren Ländern. Die Schautanzdarbietungen des Ensembles waren auf überlieferten Volkstänzen basierende neue Choreographien.
1964 wurde das Ensemble nach Neustrelitz verlegt, weil es dort bessere Unterbringungen und Verbindung zu anderen Kultursparten gab, wie dem Sinfonie Orchester Neustrelitz. 1972 erfolgte die Umbenennung in „Staatliches Folklore Ensemble der DDR“.
In Neustrelitz wurde eine wissenschaftliche Einrichtung, das „Mecklenburgische Folklore-Zentrum“, dem Ensemble angegliedert. Dieses beschäftigte sich mit der Sammlung und Verarbeitung von Materialien zu Tanz, Brauchtum, Musik und Lied aus Mecklenburg (Vorpommern gab es im damaligen Sprachgebrauch nicht).
Nach der deutschen Wiedervereinigung wurde das Ensemble aufgelöst. In seiner Nachfolge sieht sich die 1991 als privatrechtliche Stiftung gegründete Deutsche Tanzkompanie Neustrelitz.
Der Nachlass des Staatlichen Folklore-Ensembles befindet sich als Dauerleihgabe des Bundesarchivs Potsdam im Tanzarchiv Leipzig.

## Auszeichnungen
- Träger des Vaterländischen Verdienstordens in Silber
- Träger des Ordens Banner der Arbeit
- Fritz-Reuter-Preis für Kunst und Literatur I. Klasse
- Medaille für Freundschaft mit den Völkern
- Auszeichnungen aus Vietnam und der UdSSR